# François Delecour
François Delecour, (30 de agosto de 1962, Francia) es un piloto de rally francés que ha competido en el Campeonato del Mundo de Rally desde 1984 hasta 2002. Ha sido subcampeón del mundo en 1993 y ha ganado en cuatro ocasiones y subido al podio 19 veces. 

## Carrera deportiva

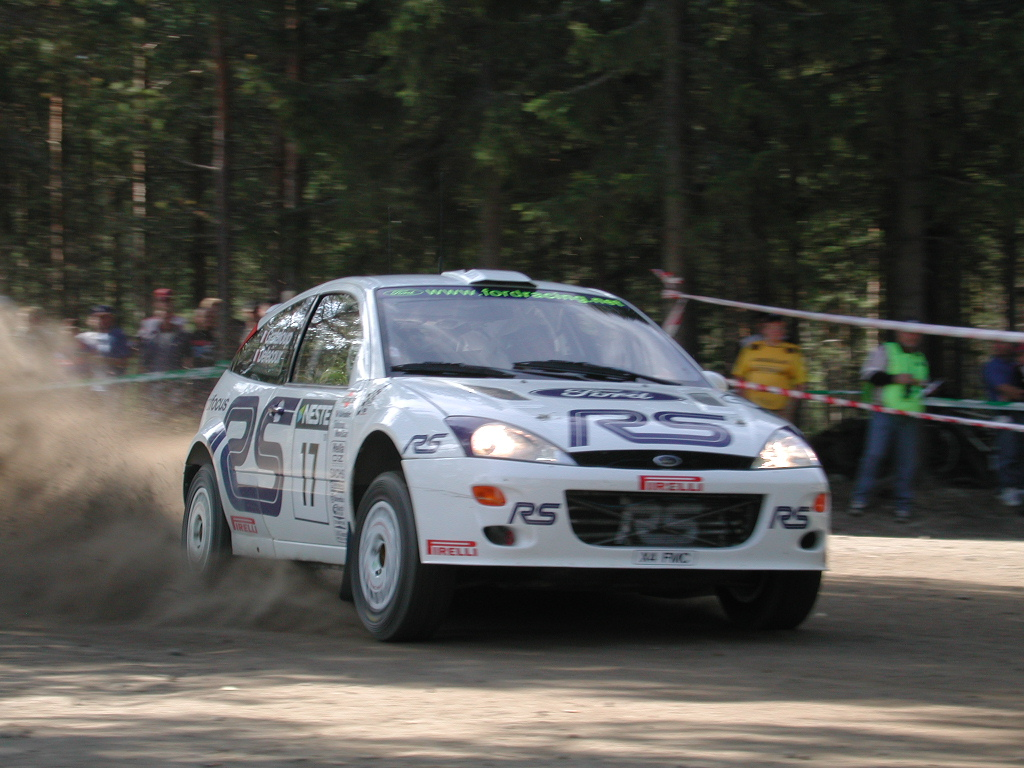
Delecour en 2001.

Debutó en el Campeonato Mundial de Rally en 1984 al mando de un Talbot Samba en el Rally de Montecarlo. Para 1985 y 1986 participó de la Copa Peugeot 205, terminando tercero en ambas temporadas. A su vez, disputaría fechas puntuables del Mundial de Rally: el Rally de Montecarlo de 1985, 1986, 1987 y 1990 y el Tour de Corse de 1990 con autos Peugeot.
Delecour fue contratado por el equipo Ford para disputar el Campeonato Mundial de Rally de 1991 con un Ford Sierra RS Cosworth 4x4. Logró dos podios, un cuarto y un sexto, de modo que finalizó séptimo en el campeonato. Al año siguiente, obtuvo dos podios, un cuarto y un quinto, para quedar sexto en el campeonato.
En 1993, ahora con un Ford Escort RS Cosworth, resultó subcampeón por detrás de Juha Kankkunen, con tres victorias, dos segundos puestos, un tercero y un cuarto. Logró una victoria y un cuarto lugar en 1994, de forma que culminó octavo en la tabla general.
Al año siguiente, cosechó dos segundos puestos, un cuarto y un sexto, de forma que terminó cuarto en el certamen. Después disputaría solamente la fecha inaugural del campeonato en 1996. En 1997 y 1998 disputaría algunas carreras con un Peugeot 306 Maxi, logrando un segundo lugar en el Tour de Corse de 1998 y un cuarto en el Tour de Corse de 1997.
La temporada siguiente, empezó con un Ford Escort WRC en el Rally de Montecarlo, obteniendo un cuarto puesto. Más adelante, disputaría seis rondas más con el equipo oficial Peugeot, sin lograr resultados puntuables. En 2000, logró cuatro podios, un quinto y dos sextos, de modo que culminó sexto en la tabla general.
Para 2001, pasó a Ford; con un Ford Focus RS WRC consiguió un tercer puesto y otros seis resultados puntuables, finalizando noveno en el campeonato. Delecour fue contratado por Mitsubishi en 2002, sin sumar puntos.
En 2012 fichó por M-Sport Ford World Rally Team con el que compitió en el Rally de Montecarlo, primera prueba del calendario mundialista, con un Ford Fiesta RS WRC que signigicaba su regreso al mundial tras diez años de ausencia; terminó sexto en la tabla general.
En 2013 diputará el Campeonato de Europa con un Peugeot 207 S2000. Con un dos podios, un quinto, y un séptimo, de forma que culminó cuarto en el campeonato.

## Resultados

### Campeonato Mundial de Rally
| Año  | Equipo                        | Vehículo                    | 1       | 2       | 3       | 4       | 5       | 6       | 7       | 8       | 9       | 10     | 11      | 12     | 13      | 14      | Posición | Puntos |
| ---- | ----------------------------- | --------------------------- | ------- | ------- | ------- | ------- | ------- | ------- | ------- | ------- | ------- | ------ | ------- | ------ | ------- | ------- | -------- | ------ |
| 1984 | Privado                       | Talbot Samba Rallye         | MON 67  |         |         |         |         |         |         |         |         |        |         |        |         |         | -        | 0      |
| 1986 | Privado                       | Peugeot 205 GTI             | MON Ret |         |         |         |         |         |         |         |         |        |         |        |         |         | -        | 0      |
| 1987 | Privado                       | Peugeot 205 GTI             | MON 20  |         |         |         |         |         |         |         |         |        |         |        |         |         | -        | 0      |
| 1989 | Privado                       | Peugeot 309 GTI             | SWE Ret |         |         |         |         |         |         |         |         |        |         |        |         |         | -        | 0      |
| 1990 | Peugeot Francia               | Peugeot 309 GTI             | MON 9   | COR Ret |         |         |         |         |         |         |         |        |         |        |         |         | 54.º     | 2      |
| 1991 | Q8 Team Ford                  | Ford Sierra RS Cosworth 4x4 | MON 3   | POR Ret | COR Ret | GRE Ret | SRE 4   | ESP 3   | GBR 6   |         |         |        |         |        |         |         | 7º       | 40     |
| 1992 | Ford Motor Company            | Ford Sierra RS Cosworth 4x4 | MON 4   | POR Ret | COR 2   | GRE 5   | FIN Ret | SRE 3   | ESP Ret |         |         |        |         |        |         |         | 6º       | 45     |
| 1993 | Ford Motor Company            | Ford Escort RS Cosworth     | MON 2   | POR 1   | COR 1   | GRE Ret | NZL 2   | AUS 3   | SRE Ret | ESP 1   | GBR 4   |        |         |        |         |         | 2º       | 112    |
| 1994 | Ford Motor Company            | Ford Escort RS Cosworth     | MON 1   | POR Ret | FIN 4   | SRE Ret | GBR DSQ |         |         |         |         |        |         |        |         |         | 8º       | 30     |
| 1995 | R.A.S. Ford                   | Ford Escort RS Cosworth     | MON 2   | SWE Ret | POR Ret | COR 2   | NZL 6   | AUS Ret | ESP 4   | GBR Ret |         |        |         |        |         |         | 4º       | 46     |
| 1996 | Ford Motor Company            | Ford Escort RS Cosworth     | SWE 11  | SAF     | IND     | GRE     | ARG     | FIN     | AUS     | SRM     | ESP     |        |         |        |         |         | -        | 0      |
| 1997 | Peugeot Sport                 | Peugeot 306 Maxi            | MON     | SWE     | SAF     | POR     | ESP DSQ | COR 4   | ARG     | GRE     | NZL     | FIN    | IND     | SRM    | AUS     | GBR     | 17º      | 3      |
| 1998 | Peugeot Sport                 | Peugeot 306 Maxi            | MON 10  | SWE     | SAF     | POR     | ESP 8   | COR 2   | ARG     | GRE     | NZL     | FIN    | SRE Ret | AUS    | GBR     |         | 10º      | 6      |
| 1999 | Privado                       | Ford Escort WRC             | MON 4   |         |         |         |         |         |         |         |         |        |         |        |         |         | 16º      | 3      |
| 1999 | Peugeot Esso                  | Peugeot 206 WRC             |         | COR Ret | GRE Ret | FIN 9   | SRE Ret | AUS Ret | GBR Ret |         |         |        |         |        |         |         | 16º      | 3      |
| 2000 | Peugeot Esso                  | Peugeot 206 WRC             | MON Ret | SWE 7   | POR 5   | ESP 7   | ARG 13  | GRE 9   | NZL Ret | FIN 6   | CYP 3   | FRA 2  | ITA 2   | AUS 3  | GBR 6   |         | 6º       | 24     |
| 2001 | Ford Motor Company            | Ford Focus WRC              | MON 3   | SWE 5   | POR 5   | ESP 6   | ARG 7   | CYP Ret | GRE 5   | SAF 4   | FIN Ret | NZL 12 | ITA 6   | FRA 10 | AUS Ret |         | 9º       | 15     |
| 2002 | Marlboro Mitsubishi Ralliart  | Mitsubishi Lancer WRC       | MON 9   | SWE 34  | FRA 7   | ESP 9   | CYP 13  | ARG Ret | GRE 11  | KEN Ret | FIN Ret | GER 9  | ITA 10  | NZL 9  | AUS Ret | GBR Ret | -        | 0      |
| 2012 | M-Sport Ford World Rally Team | Ford Fiesta RS WRC          | MON 6   | SWE     | MEX     | POR     | ARG     | GRE     | NZL     | FIN     | DEU     | GBR    | FRA     | ITA    | ESP     |         | 18º      | 8      |
| 2014 | François Delecour             | Ford Fiesta RS WRC          | MON Ret | SWE     | MEX     | POR     | ARG     | ITA     | POL     | FIN     | DEU     | AUS    | FRA     | ESP    | GBR     |         | -        | 0      |

#### Victorias en el WRC
| N.º | Rally                                  | Año  | Copiloto         | Vehículo                |
| --- | -------------------------------------- | ---- | ---------------- | ----------------------- |
| 1   | 27° Rallye de Portugal                 | 1993 | Daniel Grataloup | Ford Escort RS Cosworth |
| 2   | 37ème Tour de Corse - Rallye de France | 1993 | Daniel Grataloup | Ford Escort RS Cosworth |
| 3   | 29° Rally Cataluña-Costa Brava         | 1993 | Daniel Grataloup | Ford Escort RS Cosworth |
| 4   | 62ème Rallye Automobile de Monte-Carlo | 1994 | Daniel Grataloup | Ford Escort RS Cosworth |

### Rally Dakar
| Año     | Categoría | Vehículo | Posición | Etapas |
| ------- | --------- | -------- | -------- | ------ |
| 1990    | Coches    | Peugeot  | Ret.     | -      |
| Fuente: |           |          |          |        |

### Campeonato de Europa
| Año  | Equipo        | Coche             | 1     | 2     | 3   | 4   | 5     | 6   | 7     | 8   | 9   | 10  | 11  | 12  | Posic. | Puntos |
| ---- | ------------- | ----------------- | ----- | ----- | --- | --- | ----- | --- | ----- | --- | --- | --- | --- | --- | ------ | ------ |
| 2013 | Kronos Racing | Peugeot 207 S2000 | AUT 7 | LIE 3 | CAN | AZO | COR 5 | YPR | RUM 2 | BCZ | POL | CRO | SAN | VAL | 4º     | 75     |